# Эхинопсис чилийский

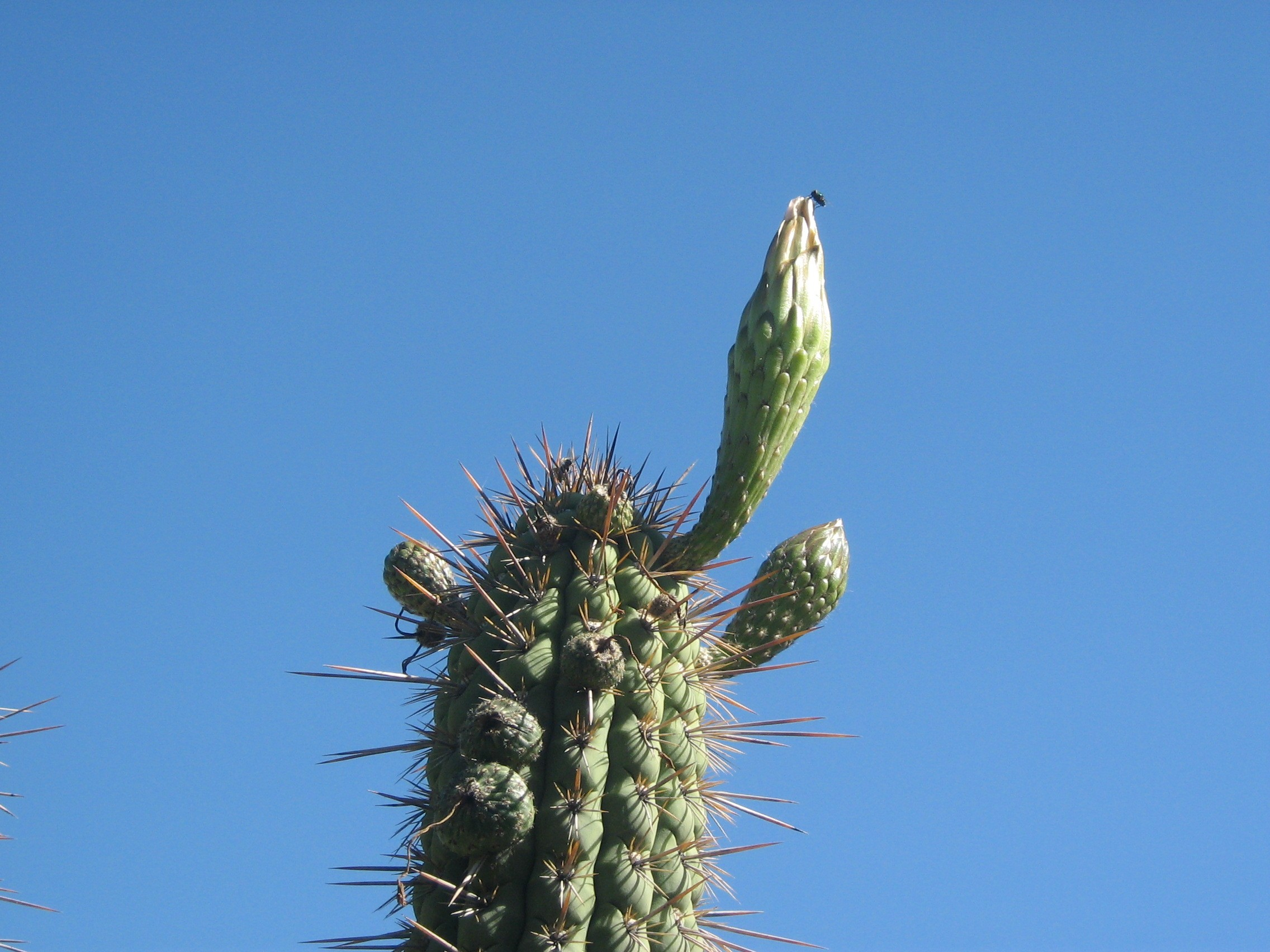
Верхушка побега

Эхино́псис чили́йский (лат. Echinopsis chiloensis) — растение семейства кактусов. Родина растения — Чили.
Некоторые защитники природы выражают опасение, что расширяющееся использование мёртвых стеблей Эхинопсис чилоенсис для изготовление «заклинателей дождя» могут нанести ущерб популяции этого растения.
Эдвард Ф. Андерсон пишет в книге «THE CACTUS FAMILY»: — «Я действительно наблюдал, что вблизи городов растениям наносится некоторый ущерб, но мне он представляется незначительным.»

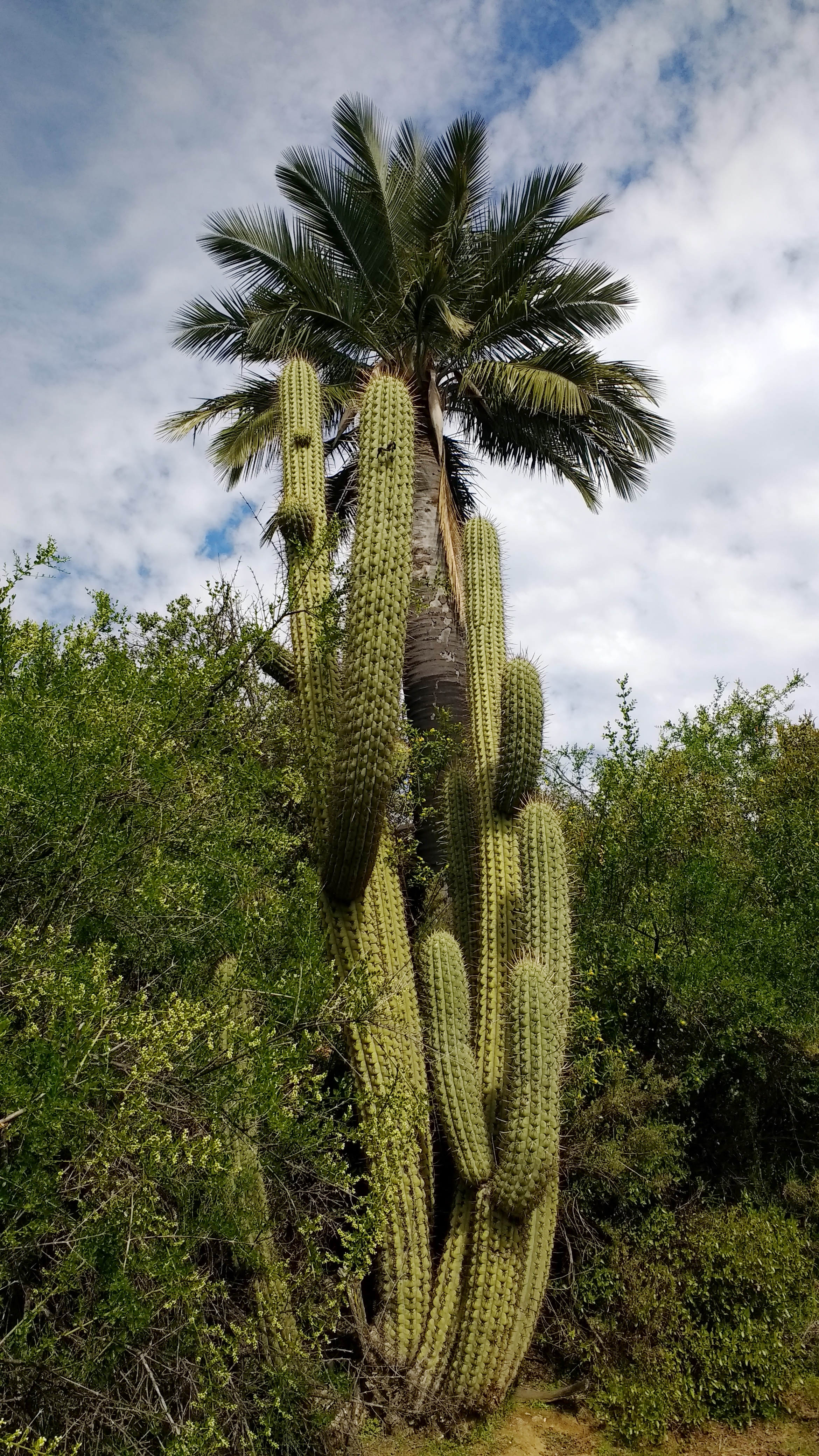
Взрослое растение В Нациолальном парке Ла-Кампана
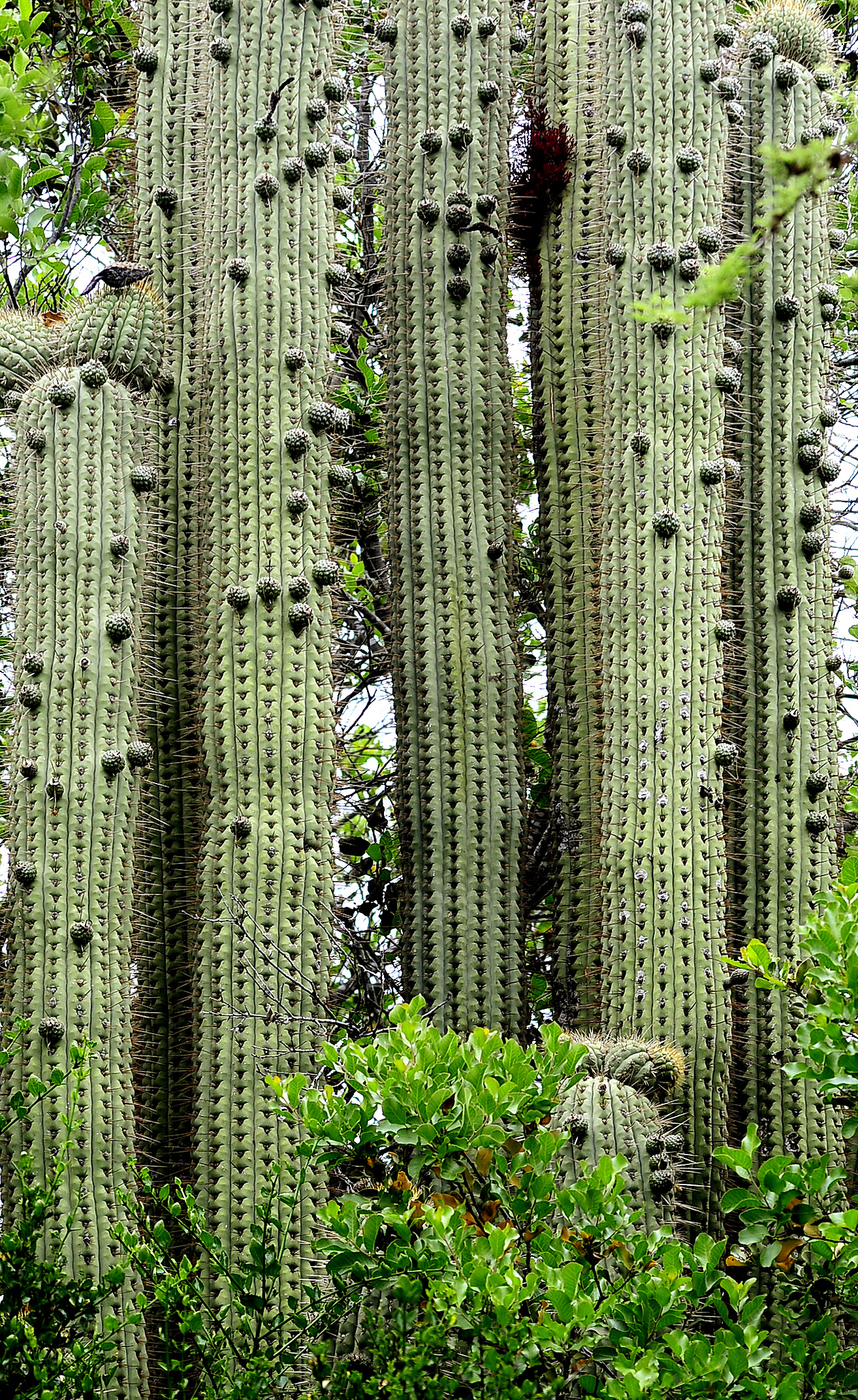
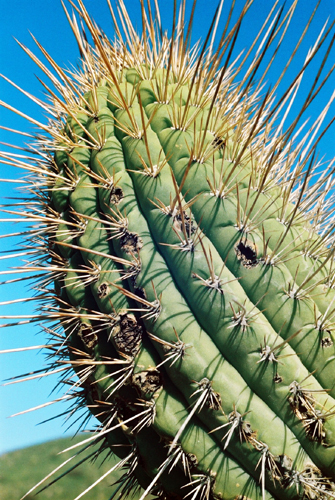
Колючки
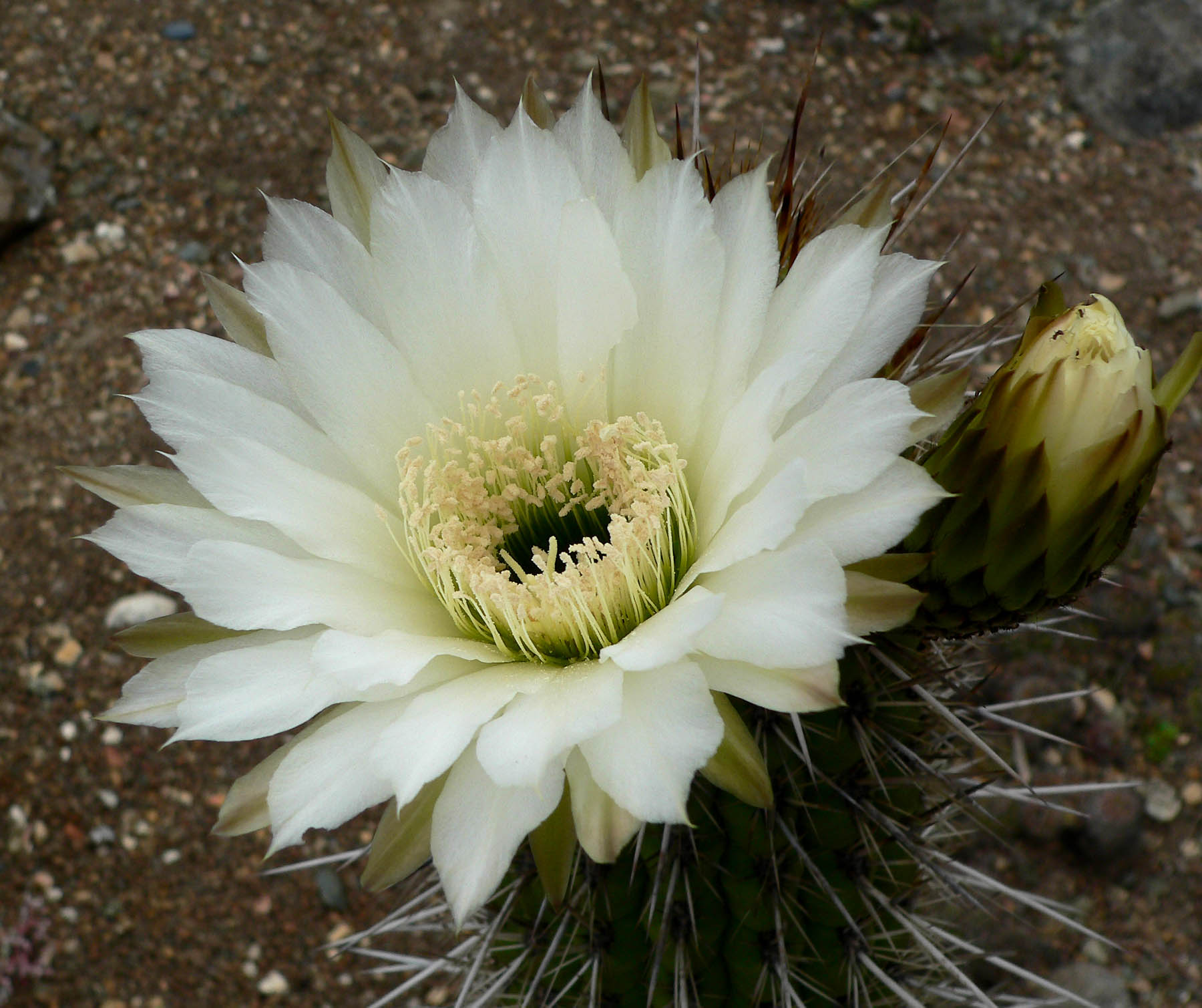
Цветок